# Theodosios III.
Theodosios III. († 754) byl byzantský císař vládnoucí v letech 715–717.

## Život
Původně působil jako provinční státní úředník (správce daní). Na byzantský trůn ho vyneslo povstání v jednom z themat v době, kdy byla říše vážně ohrožena útoky Bulharů a především Arabů. Když byla Konstantinopol oblehnuta v roce 717 stotisícovou arabskou armádou, Theodosios abdikoval ve prospěch úspěšného vojevůdce Konona, který nastoupil vládu jako Leon III.